# 王仁刚
王仁刚（？—），男，中国杂技家，曾任中国杂技家协会分党组书记、驻会副主席、秘书长，中国文艺志愿者协会副主席。